# Fältsjuka
Fältsjuka var en i äldre tid använd samlingsbenämning på olika smittsamma tarmsjukdomar hos trupper i fält. Vanliga sjukdomar som kunde drabba fältsoldaten var dysenteri och  diarré. Sjukdomarna uppstod ofta till följd av dålig mat och förorenat vatten.